# 本地村
本地村（ほんじむら）は、広島県山県郡にあった村。現在の山県郡北広島町の一部にあたる。

## 地理
- 河川：冠川[1]

## 歴史
- 1889年（明治22年）4月1日、町村制の施行により、山県郡本地村が単独で村制施行し、本地村が発足[1][2]。大字は本地のみ[1]。
- 1949年（昭和24年）新農村建設運動モデル農村に指定[1]。
- 1954年（昭和29年）11月3日、山県郡八重町、壬生町、南方村、川迫村と合併し、千代田町を新設して廃止された[1][2]。

## 産業
- 農業[1]